# Palais Zichy (Bratislava)

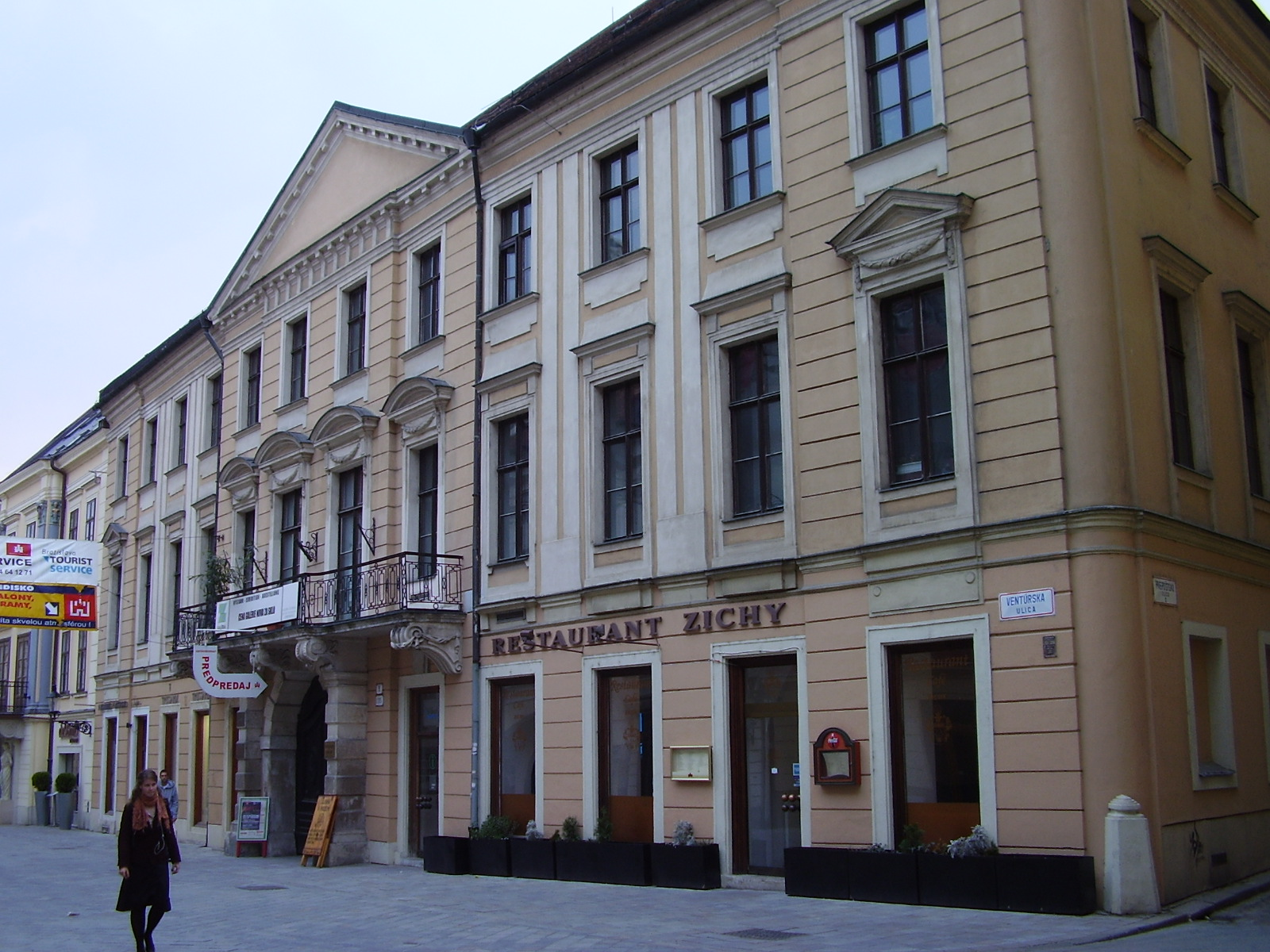
Palais Zichy in Staré Mesto von Bratislava

Das Palais Zichy (slowakisch Zičiho palác oder älter Zichyho palác) ist ein Palais in Bratislava.
Das Palais steht in der Altstadt an der Ventúrska Nr. 11, Ecke Prepoštská. Es wurde in den Jahren 1770 bis 1780 im Auftrag von Franz von Zichy errichtet. Es wurden dafür drei andere mittelalterliche Häuser geschleift.
1817 bis 1819 wirkte als Musiklehrer des Grafen Zichy in dem Palais der deutsche Komponist Heinrich Marschner. Am bekanntesten sind seine Opern Der Vampyr und Hans Heiling.
Heute dient das Palais als Kulturzentrum und wird speziell bei festlichen Anlässen verwendet.
Gegenüber sind auf Nr. 12 das Haus der Familie von Mary Vetsera sowie auf Nr. 10 das Palais Pálffy, das heute die österreichische Botschaft beherbergt.